# Justizpalast (Bozen)

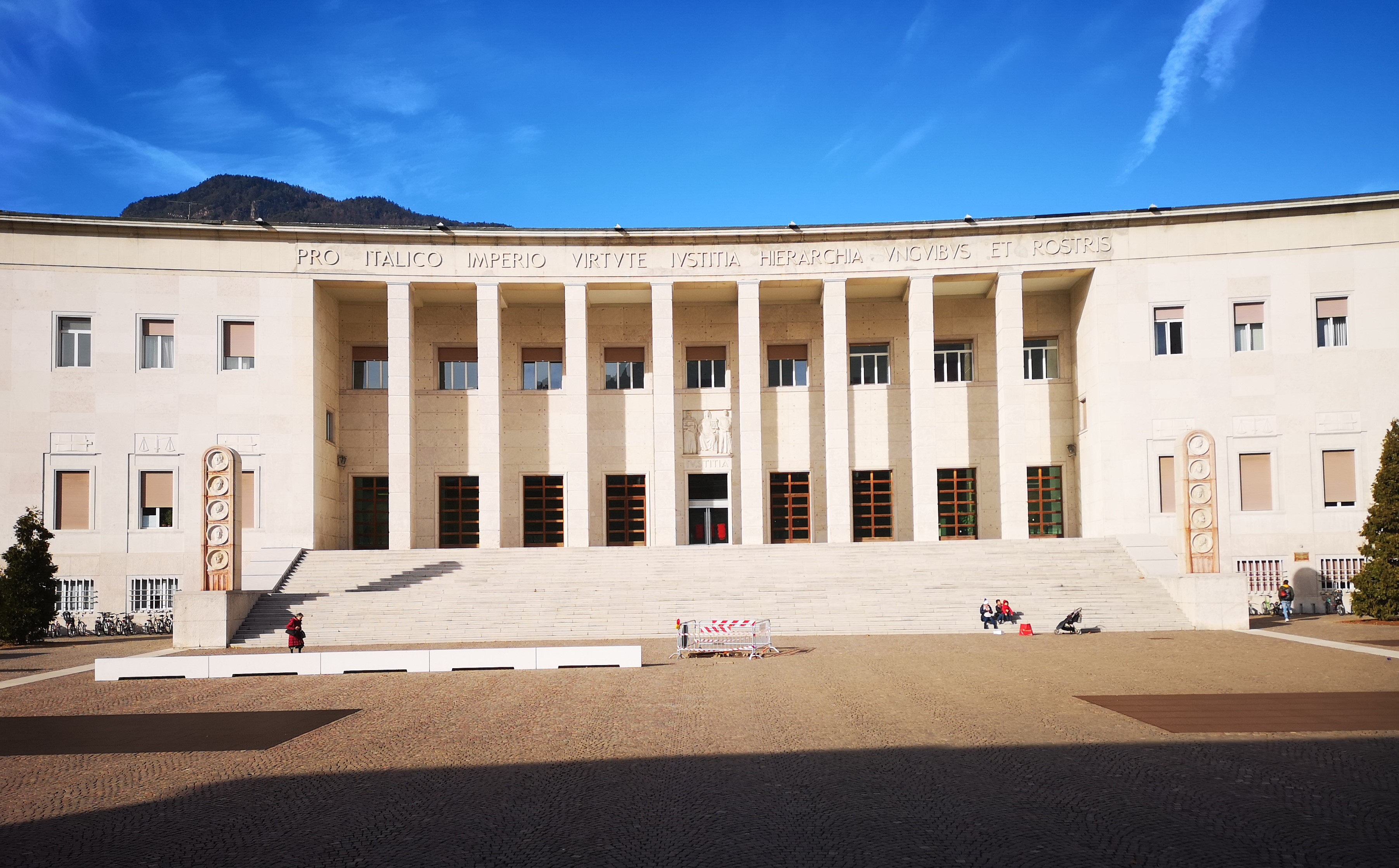
Das Bozner Gerichtsgebäude (2019)

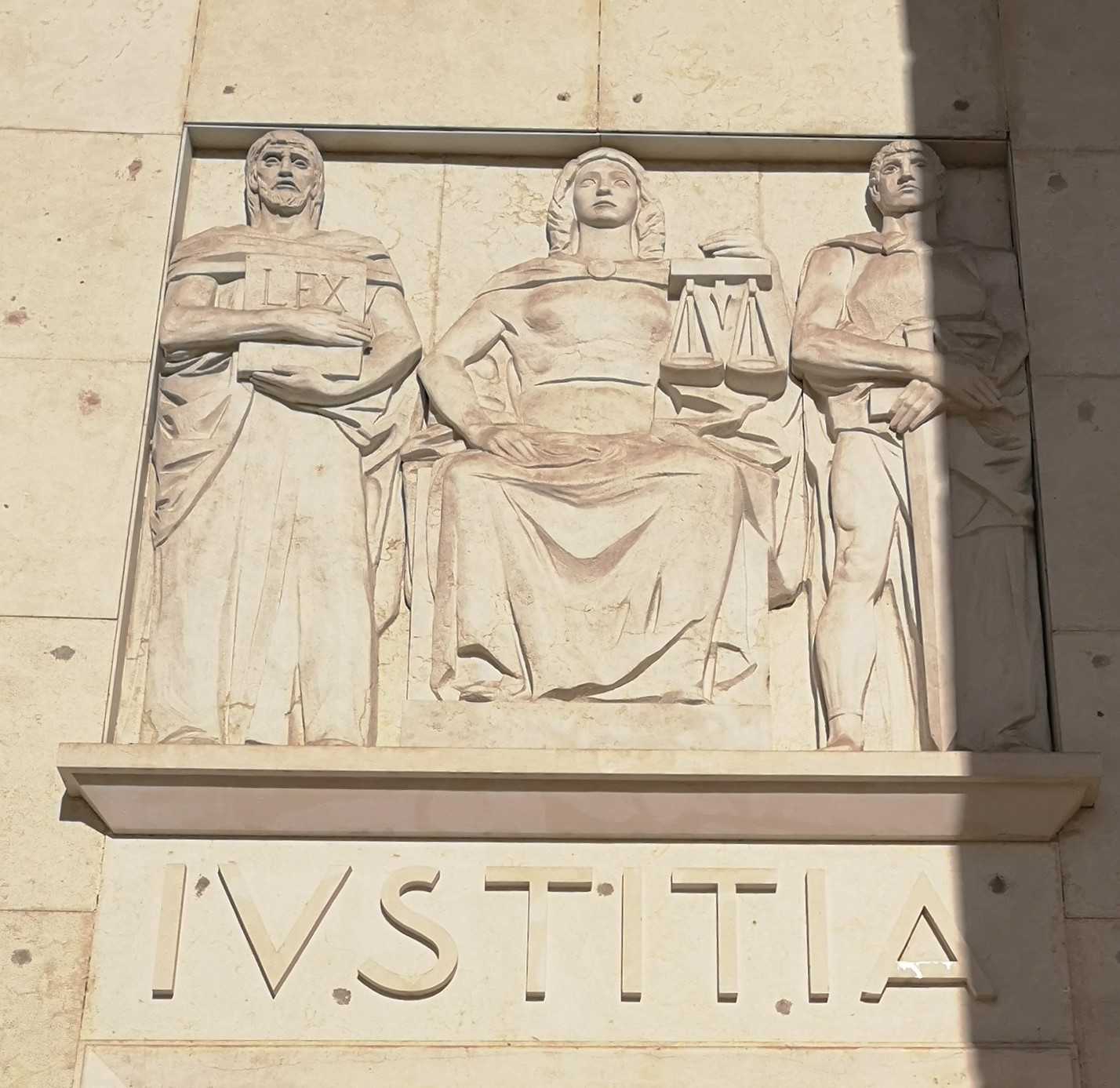
Das Relief mit der personifizierten Justitia (1939)

Der Justizpalast (auch Gerichtsgebäude genannt; italienisch Palazzo di Giustizia) in Bozen (Südtirol) ist der zentrale Sitz der örtlichen Justizbehörden. Am Gerichtsplatz im Stadtteil Gries-Quirein gelegen, wurde der ausladende Bau im rationalistischen Stil des späten Faschismus nach den Entwürfen der Architekten Paolo Rossi de Paoli und Michele Busiri Vici ab 1939 errichtet, aber erst 1956 abgeschlossen und bezogen. Heute befinden sich hier die Büros und Gerichtssäle des Landesgerichts Bozen und der örtlichen Staatsanwaltschaft.
Das an der Stirnseite mit weißen Travertinplatten verkleidete und rückseitig in Sichtziegelmauerwerk verzierte Gebäude weist eine monumentale Eingangstreppe auf; die konkave Krümmung der Fassade korrespondiert mit der südlich gegenüber liegenden Casa Littoria (bis 1943 Sitz der örtlichen Sektion der Faschistischen Partei, heute Heimstatt der Finanzämter). Oberhalb des Eingangsbereichs befindet sich ein die Göttin Justitia zeigendes Relief, die ohne Augenbinde, dafür mit direktem Blick auf das ehemalige faschistische Parteigebäude dargestellt ist.
Die lateinische Aufschrift auf dem Architrav des Justizpalastes Pro Italico Imperio virtute iustitia hierarchia unguibus et rostris („Für das italienische Imperium in Tugend, Gerechtigkeit und Hierarchie mit Klauen und Zähnen“) verweist mit ihrem expliziten Bezug auf das 1936 ausgerufene faschistische Mittelmeerreich auf die ursprüngliche Funktion des Gebäudes, gemeinsam mit dem Parteisitz und der schräg versetzten Christkönigskirche der Verherrlichung des Regimes zu dienen und entlang der früheren Julius-Caesar-Allee (der heutigen Italienallee) „die Funktion eines ideologisch aufgeladenen Portals zum neuen faschistischen «Groß-Bozen» [zu] erfüllen“.
Am 12. September 1948 fand im noch unfertigen Gebäude bzw. auf dem Gerichtsplatz die erste in der Nachkriegszeit ausgerichtete Internationale Bozner Mustermesse statt. Der Messestandort wurde in den 1950er Jahren in das Areal der inzwischen abgerissenen Eishalle an der Romstraße verlegt.
Im Dezember 2017 ging der bis dahin staatliche Bau kostenlos ins Eigentum der Autonomen Provinz Bozen – Südtirol über, die seitdem für den Unterhalt des Gebäudes aufkommt.